# Comédia em Pé

Logo do Comédia em Pé

Comédia em Pé é o primeiro grupo de comédia stand-up do Brasil, criado por Fernando Ceylão, Paulo Carvalho e Cláudio Torres Gonzaga estreando em março de 2005 no Rio Design Leblon no Rio de Janeiro.

## Elenco
O espetáculo, em sua estreia, tinha no elenco fixo Claudio Torres Gonzaga, Paulo Carvalho e Fernando Ceylão. Com a saída de Ceilão no segundo mês da temporada, em 2006 integraram o elenco fixo Fábio Porchat e Fernando Caruso. E, em 2008, Léo Lins compôs o elenco.
O elenco fixo do grupo se alterou com o tempo e dele também fizeram parte Victor Sarro, Veronica Debom, Marcelo Smigol, Dani Calabresa, Felipe Ruggeri e Bruno Motta.

## A importância
Além da importância histórica de ser o primeiro show de comédia stand up no Brasil (estreando uma semana antes do Clube da Comédia Stand-Up, de São Paulo, outro importante marco do gênero no país), o grupo lançou diversos talentos da cena nacional de humor: Fábio Porchat, Fernando Caruso, Victor Sarro, Bruno Motta, Veronica Debom e Léo Lins. Liderou a passeata Humor Sem Censura para protestar contra o decreto-lei que proibia os comediantes de fazerem piadas sobre os políticos durante o período eleitoral. Na sua comemoração de 10 anos, realizou um festival com apresentação simultânea em três teatros cariocas.

## O show
Claudio Torres Gonzaga é o mestre de cerimônias fixo, que introduz o espetáculo e conversa com a plateia antes de convidar os humoristas a fazerem seus números. O espetáculo clássico tinha um formato tradicional de stand up, com as apresentações de 3 ou 4 comediantes se apresentando e alguns convidados. O show também teve uma fase onde os comediantes improvisavam temas sugeridos pela plateia e em sua última temporada apresentava as notícias da semana antes dos números solos de cada um: Victor Sarro, Bruno Motta e Felipe Ruggeri.

## Produtos
Em 2008, foi lançado o primeiro DVD do grupo: Comédia em Pé: Melhores Momentos.
Em 2009, o grupo lançou um livro chamado chamado Comédia em Pé: O Livro pela editora Mirabolante.